# Maxime Pianfetti
Pour les articles homonymes, voir Pianfetti.
Maxime Pianfetti, né le 15 mars 1999, est un escrimeur français pratiquant le sabre. Il commence l’escrime à 5 ans et découvre ce sport, et plus particulièrement le sabre, à l'Amicale Tarbaise d'Escrime, un club réputé pour avoir formé de nombreux sabreurs de haut niveau.

## Carrière sportive
En 2018, après avoir brillé dans les catégories jeunes jusqu’à remporter le titre de champion d'Europe junior, Maxime fait son entrée à l’institut national du sport, de l'expertise et de la performance (INSEP) à Paris. En 2022, le Tarbais, champion de France en titre, crée la surprise en devenant vice-champion du monde. Un nouveau statut qui lui permet de rêver d’une médaille aux Jeux olympiques de Paris en 2024,.  
Maxime Pianfetti remporte d'abord le titre de champion de France individuel en mai 2022, puis en terminant second lors des championnats du monde au Caire. Il perd en finale d'une seule touche face à Áron Szilágyi, après avoir notamment éliminé le numéro 1 mondial Kim Jung-hwan et le vice-champion olympique Luigi Samele. Il remporte également les championnats de France 2023, de nouveau en finale contre Eliott Bibi de Pau.
Aux Jeux Olympiques de Paris 2024, il décroche le bronze au sabre par équipe face à l'Iran, aux côtés de Bolade Apithy et des frères Patrice, Sébastien et Jean-Philippe.

## Carrière professionnelle
En février 2023, Maxime Pianfetti, intègre la police nationale en tant que « réserviste opérationnel » ainsi que l’Équipe police nationale. Un moyen pour le jeune sportif de 24 ans de bénéficier de la dynamique collective de l’équipe et en se projetant sereinement dans l’avenir grâce aux perspectives de reconversion qui lui seront offertes à l’issue de sa carrière de sportif de haut niveau. 

## Palmarès
- Jeux Olympiques
  -  Médaille de bronze au sabre par équipe en 2024 à Paris
- Championnats du monde
  -  Médaille d'argent en individuel aux championnats du monde 2022 au Caire[6]

- Championnats d'Europe
  -  Médaille d'or au sabre par équipes en 2023 à Cracovie (dans le cadre des Jeux européens de 2023)

- Championnats de France
  -  Médaille d'or en individuel aux championnats de France 2022 à Faches-Thumesnil
  -  Médaille d'or en individuel aux championnats de France 2023 à Nantes

## Décorations
- Chevalier de l'ordre national du Mérite (2024)[7]